# Lapin chinchilla
Ne doit pas être confondu avec Chinchilla.
Le lapin chinchilla est une race de lapin domestique issue du croisement entre des lapins bleus de Beveren, russes et des lapins de garenne. Il se caractérise par sa couleur grise parsemée de poils noirâtres, semblable à celle du chinchilla.

## Origine
Il existait depuis très longtemps des lapins communs à couleur grise avec des poils noirâtres, formant autrefois la variété chinchilla. Mais la race n’est apparue que plus récemment, vers 1910. C’est un éleveur français, Jean Dybowski, qui a créé la race à la suite de croisements entre lapins bleus de Beveren, russes et des lapins de garenne. Les produits de ces croisements ont ensuite été sélectionnés sur la couleur du pelage pour que celle-ci se rapproche de celle du rat chinchilla.
Le lapin chinchilla est présenté pour la première fois en 1913 à Saint-Maur. Il connut rapidement un grand succès.

## Description
Le lapin chinchilla est un lapin de petite taille qui pèse entre 2 et 3 kg. Il a un corps court et trapu, avec un râble épais. Sa ligne dorsale est légèrement bombée. Sa tête forte, courte et large est bien collée au corps. Elle porte deux oreilles droites et velues de 8,5 à 9,5 cm. Un léger fanon est toléré chez la femelle. Ses pattes sont fortes et assez courtes. Les yeux sont brun foncé, bien ouverts et brillants. La fourrure est très dense, assez longue et bien souple. Elle est gris foncé aux reflets bleutés avec un chenillé noirâtre bien visible. Le dessous du corps et le tour des yeux sont blancs, le dessus de la queue est noir.

## Aptitudes
Le lapin chinchilla est un lapin rustique qui résiste assez bien aux maladies. Il jouit d’une bonne croissance et de bonnes qualités de reproducteur. Il peut être mis à la reproduction à partir de 7 à 9 mois, et produit entre 7 et 10 lapins par portée, avec une moyenne de 7. Par ailleurs, il présente une chair de très bonne qualité, qui a des similitudes avec celle du lapin de garenne. Du fait de sa couleur chinchilla, la peau de ce lapin a été longtemps très appréciée pour le marché de la fourrure. C’est un lapin au caractère docile.
Ce lapin a pris une part importante à la création des races zibeline, grand chinchilla et californien.

## Diffusion
Le lapin chinchilla a connu un grand succès rapidement après sa création. Ainsi les effectifs sont passés de 4 en 1914 à 285 en 1925 et 400 en 1926. Aujourd’hui il est moyennement courant dans les élevages, 150 éleveurs se partageant les 900 reproducteurs répertoriés.